# Goryphus inferus
Goryphus inferus là một loài tò vò trong họ Ichneumonidae.